# Ратуш Арсенал (станция метро)
«Ратуш Арсенал» (пол. Ratusz Arsenał) (A15) — станция Варшавского метрополитена.
Самая близкая станция метро к историческому центру Варшавы, расположена под площадью Банковой.

## История и происхождение названия
Открыта 11 мая 2001 года как конечная в составе участка «Центрум» — «Ратуш». С 29 декабря 2006 года переименована в «Ратуш Арсенал» вместе со вводом в строй участка на Марымонт, в поездах старое название продолжали читать до 12 января 2007 года, а торжественная церемония переименования состоялась только 26 марта 2007 года, в 64-ю годовщину битвы при Арсенале.

## Описание
Станция мелкого заложения, колонная двухпролётная. Островная платформа, разделённая посредине рядом колонн, является одной из самых широких в Варшаве — 12 метров против 10 у большинства других станций.

## Архитектура и оформление
Оформлена в серебристо-серой гамме, между колоннами установлены скамейки. Над скамейками висят таблички с названием станции.

## Выход в город
У станции 2 выхода — из центра станции на улицы Длуга и Генерала Андерса, а также к Арсеналу, из южного конца — на улицу Аллея Солидарности и к Музею Независимости. По компоновке практически идентична станции метро Сокол в Москве.
К станции подходит множество маршрутов общественного транспорта, в том числе 8 трамвайных маршрутов в четырёх направлениях.